# Josip Kopinič
Josip Kopinič (nombres de guerra: Aleksandar, Valdes, Vazduh, Vokšin; Radoviči, 18 de febrero de 1911-Liubliana, 26 de mayo de 1997) fue un comunista y militar esloveno.
En 1931 Kopinič se unió al Partido Comunista de Eslovenia (KPS), siendo enviado a Moscú poco después. Tras el estallido de la guerra civil española en 1936, la Comintern le encomendó viajar a la península ibérica para ayudar al bando republicano como «asesor militar». Allí fue nombrado comandante de la Base Naval de Cartagena, y entre los años 1936 y 1938 sirvió en la flotilla de submarinos de la Marina de Guerra republicana. Junto a Iván Burmístrov y Nikolái Yegipko, Kopinič participó durante la primavera de 1938 en los peligrosos trayectos que sus sumergibles hacían desde Francia, donde eran reparados, hacia Cartagena a lo largo del litoral peninsular atlántico y a través del estrecho de Gibraltar, es decir, por una ruta casi totalmente controlada por los sublevados.
Después de su actuación en el conflicto, Kopinič permaneció en París como diplomático republicano español, provisto también de un pasaporte soviético. Durante la Segunda Guerra Mundial dirigió el centro de inteligencia soviético en Zagreb, parte de la denominada Orquesta Roja, y fue instruido por la Comintern para establecer una nueva organización del KPS independiente de la Liga de los Comunistas de Yugoslavia (KPJ).
Kopinič consiguió montar en 1940 un radiotransmisor en Zagreb, que se convirtió en el principal punto de comunicación entre los partidos comunistas italianos y griegos con la Comintern en Moscú. Por esta razón, al parecer, la KPJ preservó su preeminencia en el sudeste europeo, respaldada por la Comintern. Esta situación se mantendría hasta la resolución del Kominform del 28 de junio de 1948, que tuvo como resultado la ruptura Tito-Stalin.
De 1946 a 1949, Kopinič estuvo en Turquía, pero no se conocen detalles sobre este periodo, excepto que continuó trabajando como oficial de la inteligencia soviética. Regresó a Yugoslavia como consecuencia del cisma ideológico soviético-yugoslavo, y en 1951 fue designado director del astillero naval de Uljanik en Pula, donde trabajó hasta su jubilación.